# Helmut Otto (Historiker)
Helmut Otto (* 6. April 1927 in Freital) ist ein deutscher Historiker. Er arbeitete am Militärgeschichtlichen Institut der DDR (MGI) in Potsdam zur Geschichte der deutschen Militärpolitik und Entwicklung der Streitkräfte vor und im Ersten Weltkrieg. Er veröffentlichte unter anderem zur Geschichte des deutschen Generalstabes sowie zum Zusammenhang von Militarismus und Imperialismus.

## Leben
Nach dem Besuch der Volksschule absolvierte Otto von 1941 bis 1944 eine Lehre zum Elektriker. Ab 1944 war er zunächst im Reichsarbeitsdienst, anschließend leistete er Kriegsdienst, nahm am Zweiten Weltkrieg und geriet in Kriegsgefangenschaft. Nach Kriegsende arbeitete er zunächst als Elektriker.
Von 1948 bis 1950 war Otto an die Arbeiter-und-Bauern-Fakultät in Dresden delegiert, an der er 1950 die Reifeprüfung ablegte. Anschließend studierte er Geschichte, Dialektischen und Historischen Materialismus und Politische Ökonomie an der Universität Leipzig. Nach seiner Diplomprüfung 1954 war er bis 1960 wissenschaftlicher Assistent bzw. Inhaber einer wissenschaftlichen Aspirantur in der Abteilung „Militärgeschichte“ am Institut für Geschichte der Karl-Marx-Universität Leipzig. Mit der Verlegung der Abteilung an die Akademie der Wissenschaften wurde er dort wissenschaftlicher Assistent und später wissenschaftlicher Arbeitsleiter. Im Jahr 1962 wurde er bei Ernst Engelberg und Felix-Heinrich Gentzen in Leipzig mit einer Arbeit „Der preußisch-deutsche Generalstab unter der Leitung von General von Schliefen (1891–1905) bei der Kriegsvorbereitung des deutschen Militarismus“ promoviert.
Ab 1969 war Otto wissenschaftlicher Mitarbeiter am Deutschen Institut für Militärgeschichte, dem späteren Militärgeschichtlichen Institut der DDR (MGI) in Potsdam. Gemeinsam mit Karl Schmiedel legte er dort 1977 als Promotion B eine Arbeit „Zur Militärstrategie des deutschen Imperialismus vor und während des ersten imperialistischen Weltkrieges“  vor. Im September 1979 wurde er am Militärgeschichtlichen Institut zum außerordentlichen Professor ernannt.
Otto war seit 1951 Mitglied der SED und wurde 1987 mit dem Vaterländischen Verdienstorden in Bronze ausgezeichnet.

## Werk
Neben Karl Schmiedel war es vor allem Otto, der sich am MGI mit der Geschichte des Ersten Weltkriegs und der Militärgeschichte bis 1917 befasste. Darunter fiel auch die Entwicklung der Streitkräfte und die deutsche Militärpolitik im Kaiserreich seit 1870/71. Ziel war es, den Zusammenhang der ökonomischen Kriegsziele mit der Planung des Generalstabes aufzuzeigen und den imperialistischen Charakter des Ersten Weltkriegs nachzuweisen.
Otto arbeitete an dem dreibändigen Werk Deutschland im ersten Weltkrieg mit und legte 1977 mit Schmiedel einen Dokumentenband zum ersten Weltkrieg vor. Ab Mitte der 1980er Jahre erarbeitete Otto die militärgeschichtlichen Abschnitte für Band 6 (1897 bis 1917) der Deutschen Geschichte in 12 Bänden. Das 1990 druckreife Manuskript konnte aber nicht mehr erscheinen. In Beiträgen zur Zeitschrift Militärgeschichte beschäftigte sich Otto mit dem Zusammenhang von Militarismus und Monopolkapital und dem imperialistischen deutschen Militarismus. Otto und Karl Schmiedel legten auch einen Aufsatz zur Rolle der Militärtechnik im Kriegsbild und in der Strategie des deutschen Generalstabes vor. Ferner gehörte Otto zur Arbeitsgruppe, die das Wörterbuch zur deutschen Militärgeschichte erarbeitete sowie zum Autorenkollektiv des geplanten mehrbändigen Werkes Deutsche Militärgeschichte. Dazu erschien unter Ottos Mitarbeit 1990 noch ein Band zur Militärpolitik der revolutionären deutschen Arbeiterbewegung von 1830 bis 1917.

## Schriften
- mit Gerhard Förster, Helmut Schnitter: Der preußisch-deutsche Generalstab 1870– 1963. Zu seiner politischen Rolle in der Geschichte. Dietz, Berlin 1964.
- mit Karl Schmiedel, Helmut Schnitter: Der erste Weltkrieg. Militärhistorischer Abriß. Deutscher Militärverlag, Berlin 1964.
- Schlieffen und der Generalstab. Der preussisch-deutsche Generalstab unter der Leitung des Generals von Schlieffen 1891–1905. Deutscher Militärverlag, Berlin 1966.
- Von der Norddeutschen Bundesmarine zur kaiserlichen deutschen Kriegsmarine. In: Marine-Kalender der DDR. 1972, S. 34–49.
- mit Gerhard Förster, Erhard Moritz: Kurzer Abriß der Militärgeschichte von den Anfängen der Geschichte des deutschen Volkes bis 1945. Militärverlag der Deutschen Demokratischen Republik, Berlin 1974.
- mit Gerhard Förster: Zur Erforschung der Militärgeschichte des deutschen Volkes von ihren Anfängen bis zum Ende des Zweiten Weltkrieges. In: Evolution und Revolution in der Weltgeschichte. 2, 1976, S. 731–748.
- mit Karl Schmiedel: Der erste Weltkrieg. Dokumente. Militärverlag der Deutschen Demokratischen Republik, Berlin 1977.